# Umatac
Umatac —también en español Humatac— es una ciudad en el sudoeste de la isla de Guam.

## Etimología
El nombre de la ciudad se cree que está derivado de la palabra chamorro "Umatalaf" que significa pescar guatifi, un tipo de pez.

## Historia

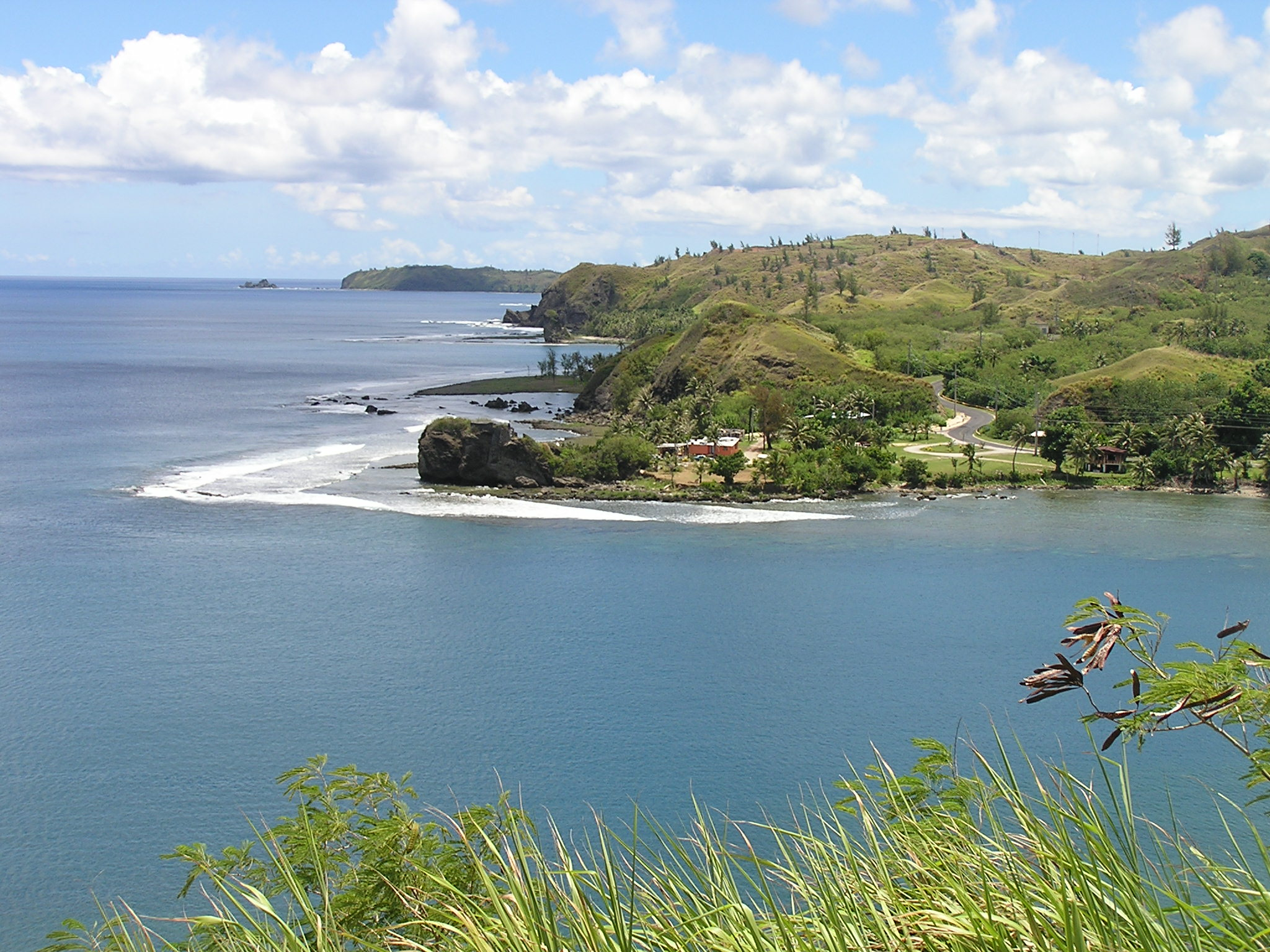
Costa Norte de la bahía de Umatac incluyendo la roca Funa.

Antes de la llegada de los españoles a la isla, se celebraba una fiesta anual al norte de la ciudad, en la roca Funa donde según las leyendas chamorro los primeros humanos fueron creados.

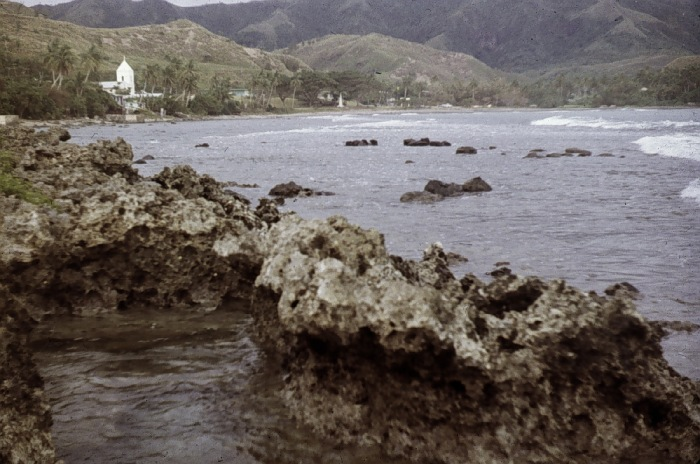
Bahía de Umatac, Guam.

En 1521, el explorador español Fernando Magallanes llegó a Guam durante su circunnavegación de la Tierra. La bahía de Umatac Bay es tradicionalmente señalada como el lugar de la llegada española. El primer encuentro no fue pacífico debido al robo del esquife del Santísima Trinidad por parte de los chamorros y el posterior incendio de varias casas por los españoles, que resultó en la muerte de siete indígenas. Este suceso, descrito por Antonio Pigafetta, resultó en la denominación de las islas como Islas de los Ladrones por Magallanes, cuyo nombre pervivió hasta el cambio de nombre por Islas Marianas en el siglo XVII.
Tras el paso de otras expediciones españolas en 1526 y 1527, finamente Miguel López de Legazpi, llegó a Umatac en 1565 y tomó posesión de las islas para España en una breve estancia, siendo la nao San Pedro la nave capitana.
Hasta finales del siglo XVI los españoles no mostraron especial interés por Guam o las Marianas. Sin embargo, a partir de 1602 Umatac cobró importancia como puerto de Agaña ya que se convirtió en la única parada para avituallamiento de la ruta anual del Galeón de Manila en su viaje hacia Manila. Cuando Guam fue colonizada en el siglo XVII, los españoles hicieron una parroquia en Umatac y los chamorros de la zona fueron convertidos al cristianismo. Para la defensa de Umatac frente a los piratas se construyeron fortificaciones como el fuerte de San José, batería de Nuestra Señora del Carmen o el fuerte Nuestra Señora de la Soledad, entre otros. Además, se construyó el Camino Real a Agaña, donde se encontraba el centro de poder de Guam. Algunos de los puentes de piedra del Camino Real son visibles todavía, como el puente San Antonio.
En 1815, con la independencia de México, Umatac entró en decadencia por el cese de la ruta comercial del Galeón de Manila.
El 10 de marzo de 1825 en la bahía Umatac se amotinó la tripulación de la escuadrilla española conformada por el navío Asia, el begartín Constante y la fragata transporte Clarington, que mandaba el comodoro Roque Guruceta. Estos buques habían participado en la guerras contra los independentistas de Sudamérica y traían desde Quilca, Perú, a numerosos generales y oficiales evacuados tras la derrota de los realistas en la Batalla de Ayacucho. Los buques, luego de canivalizar el Clarington en búsqueda de aparejos navales, le prendieron fuego al transporte y emprendieron viaje a México, mientras Guruceta y sus oficiales quedaban en Guam. El 14 de marzo, en tanto, otro buque, el bergantín Aquiles, que en días previos había abandonado la bahía para no ser tomado por los amotinados, fue capturado por un reducido grupo de independetistas que iban prisioneros a bordo, comandados por el chileno Pedro Angulo Novoa. La mayoría de la tripulación y oficiales fueron desembarcados. Tras esto Angulo, con 17 hombres condujeron el Aquiles hasta Valparaíso, a donde llegó el 23 de junio. Los hechos de esta escuadrilla sirvieron de inspiración a una novela de Julio Verne, Un drama en México (1845).
En 1898, Guam fue tomada por los Estados Unidos durante la guerra hispano-americana. Bajo la administración estadounidense, la pequeña ciudad ha crecido poco a poco. Hoy, el festival del descubrimiento se mantiene cada año en la ciudad. Aunque en un principio fue establecida en honor de Magallanes hoy en día es una manifestación de la cultura chamorro.
En 1979, la Unión Astronómica Internacional aprobó poner el nombre de la población a un cráter del planeta Marte, conocido como Umatac.